# Rio Groşetu
O Rio Groşetu é um rio da Romênia, afluente do Repedea, localizado no distrito de Vâlcea.